# Aloe ramosissima
Aloe ramosissima é uma espécie de liliopsida do gênero Aloe, pertencente à família Asphodelaceae.